# Bellante
Bellante é uma comuna italiana da região dos Abruzos, província de Teramo, com cerca de 6.970 habitantes. Estende-se por uma área de 49 km², tendo uma densidade populacional de 141 hab/km². Faz fronteira com Campli, Castellalto, Mosciano Sant'Angelo, Sant'Omero, Téramo.

## Demografia
| Variação demográfica do município entre 1861 e 2011                               |
|                                                                                   |
| Fonte: Istituto Nazionale di Statistica (ISTAT) - Elaboração gráfica da Wikipedia |